# Micromyrtus littoralis
Micromyrtus littoralis är en myrtenväxtart som beskrevs av Anthony R. Bean. Micromyrtus littoralis ingår i släktet Micromyrtus och familjen myrtenväxter. Inga underarter finns listade i Catalogue of Life.